# Vaumeilh
Vaumeilh là một xã ở tỉnh Alpes-de-Haute-Provence, vùng Provence-Alpes-Côte d’Azur ở đông nam nước Pháp.
Người dân ở được được gọi là les Vaumeilhois.

## Chính quyền
Danh sách các thị trưởng:
- Tháng 3, 1989 - tháng 3 năm 1995 Louis Touche
- Tháng 3, 1995 - tháng 3 năm 2001 Collombon
- Tháng 3, 2001 - tháng 3 năm 2008 Georges Richaud
- Tháng 3, 2008 -................. Elisabeth Collombon

## Huy hiệu
|  | Blazon: Azure with a gold bar accompanied by six silver roses |

## Dân số
| 1962                               | 1968 | 1975 | 1982 | 1990 | 1999 | 2004 |
| ---------------------------------- | ---- | ---- | ---- | ---- | ---- | ---- |
| 148                                | 159  | 152  | 159  | 170  | 197  | 266  |
| Population without double counting |      |      |      |      |      |      |